# 都城市立明道小学校
都城市立明道小学校（みやこのじょうしりつ めいどうしょうがっこう）は、宮崎県都城市八幡町にある公立小学校。

## 概要
歴史
江戸時代に開設された「明倫館」を源流とし、校名の由来ともなっている。都城市内の小学校では一番長い歴史を持つ。1872年（明治5年）を創立年としており、2012年（平成24年）に創立140周年を迎えた。
校訓
「人倫・礼儀・躬行（きゅうこう）」
江戸時代の明倫館時代の学頭（現在で言う学校長）の坂元正衡（まさひら）が定めた「明倫館学制三章」がもとになっている。
- 「学校以明人倫為本若悖倫理者不許入此門」
- 「学校以礼儀為先若蔑礼儀者不許登此堂」
- 「学業以躬行為主若徒言無行者不許臨此席」

校章
中央に校名の「都」の文字を置いている。
校歌
作詞は坂元彦太郎、作曲は森豊幸による。歌詞は2番まであり、両番に校名の「明道校」が登場する。
通学区域
上町・松元町・八幡町・牟田町・西町の全域と、姫城町・甲斐元町・都島町・鷹尾一丁目の一部。中学校区は都城市立姫城中学校。

## 沿革
前史
- 1778年（安永7年）- 都城島津家 第22代当主島津久倫により「稽古所」（けいこどころ）が設置される。 
  - 稽古所はその後「御稽古所」、「稽古館」に改称。
- 1855年（安政2年）- 「明道館」に改称。
- 1871年（明治4年）- 廃藩置県により明道館が廃止される。当初飫肥県、その後間もなく都城県に属することとなる。

正史
- 1872年（明治5年）
  - 4月11日 - 士族の男子を対象とした「都城小学校」（第一郷校）が開校。また士族の女児を対象とした「都城女学校」（第二郷校）が開校。
  - 9月 - 町人の男子を対象とした「都城町学校」（第三郷校）が摂護寺の北部に開校。
  - この年 - 学制が頒布される。
- 1873年（明治6年）
  - 1月15日 - 都城県が廃止される。
  - 2月15日 - 宮崎県に属することとなる。
  - 10月 - 学制に基づき、第五大学区宮崎県管下第三中学区[2]の小学校として正式に認められる。
- 1875年（明治8年）- 都城女子小学校（都城女学校）が旧会所から区長役所に移転。
- 1876年（明治9年）8月21日 - 宮崎県が鹿児島県に統合されたため鹿児島県に属することとなる。
- 1877年（明治10年）
  - 4月2日 - 西南戦争の開始により休校となる。休校中、都城小学校は戦争の負傷者を収容するための病院が設置された。
  - 11月15日 - 西南戦争の終了により学校が再開される。
- 1879年（明治12年）
  - 4月 - 女子小学校の新校舎が完成。
  - 11月 - 都城小学校に都城中学校が併置される。
- 1881年（明治14年）- 都城町小学校が都城小学校に統合される。
- 1882年（明治15年）2月15日 - 都城小学校の校地に都城中学校の校舎が完成。
- 1883年（明治16年）5月9日 - 宮崎県が再設置され、宮崎県に属することとなる。
- 1886年（明治19年）9月 - 小学校令の施行により、尋常科（修業年限4年）を設置の上「尋常都城小学校」に改称。
  - 宮崎県都城高等小学校（修業年限4年）が併置される。
- 1889年（明治22年）4月1日 - 町村制の施行により、都城町立の小学校となる。
- 1892年（明治25年）7月29日 - 女子小学校を統合。中学校が廃止される。尋常都城小学校が「都城尋常小学校」に改称（「尋常」の位置が変更）。
- 1896年（明治29年）6月1日 - 尋常小学校と高等小学校が統合され、「都城尋常高等小学校」に改称（尋常科4年・高等科4年）。
- 1902年（明治35年）2月 - 私立北諸県郡教育会附属図書館が設置される。
- 1903年（明治36年）3月 - 私立北諸県郡教育会附属図書館が北諸県郡役所敷地（現・都城市役所北側駐車場）内に移転。
- 1907年（明治40年）4月1日 -「都城尋常高等小学校」（男子部）と「都城女子尋常高等小学校」（女子部）の2校に分離。男女別学を開始。
- 1908年（明治41年）4月1日 - 小学校令の改正により義務教育年限（尋常科の修業年限）が4年から6年に延長される（尋常科6年・高等科2年）。
  - 旧高等科1年を尋常科5年、旧高等科2年を尋常科6年に、旧高等科3年を高等科1年に、旧高等科4年を高等科2年に振り替える。
- 1923年（大正12年）5月 - 男子部に都城工業補習学校が併置される。
- 1924年（大正13年）4月 - 男子部附属下長飯農業補習学校が設置される。都城市の発足により都城市立の小学校となる。
- 1925年（大正14年）4月 - 都城工業補習学校が廃止される。児童の増加により高等科の児童の一部を大王尋常高等小学校と東尋常高等小学校に移す。
- 1926年（大正15年）7月 - 男子部に中央青年訓練所が併置される。
- 1929年（昭和4年）4月1日 - 児童の増加により、都城市南部の郊外に仮校舎を建設し、市内全域の高等科児童（男女ともに）を収容。
- 1930年（昭和5年）3月31日 - 都城市内の実業補習学校と青年訓練所すべてが統合され「都城公民学校」に改称。
- 1931年（昭和6年）4月1日 - 仮校舎が分離し「南尋常高等小学校」として独立したため、「都城尋常小学校」に改称。女子部を統合し、男女共学を再開。都城公民学校が南尋常高等小学校の校地に移転。
- 1932年（昭和7年）4月1日 - 「都城明道尋常小学校」（尋常科6年）に改称。
- 1941年（昭和16年）4月1日 - 国民学校令の施行により、「都城市明道国民学校」に改称。尋常科を初等科に改める（初等科6年）。
- 1945年（昭和20年）
  - 8月6日 - 空襲により、校舎を焼失。
  - 8月27日 - 都城市南国民学校の校舎を借用。
  - 9月2日 - 全児童を二部（午前と午後）に分けて授業（二部授業）を開始。
- 1946年（昭和21年）9月17日 - 仮校舎が完成し、二部授業を終了。都城市公会堂などを借用し市内3か所で授業を継続。
- 1947年（昭和22年）4月1日 - 学制改革（六・三制の実施）により「都城市立明道小学校」（現校名）に改称。
- 1948年（昭和23年）から1950年（昭和25年）にかけて校舎が完成。

## 交通
最寄りの鉄道駅
- JR九州 日豊本線「西都城駅」

最寄りのバス停
- 宮崎交通 「市役所前」バス停

最寄りの幹線道路
- 国道10号沿い

## 周辺
- 都城市役所
- 都城市立図書館
- 都城市立美術館
- 宮崎地方裁判所都城支部
- 都城市民会館
- 都城姫城郵便局

## 参考資料
- 「都城市史」（1954年（昭和29年）6月15日発行、都城市）
- 「都城市史　別編」（1996年（平成8年）3月31日発行、都城市）